# Кенвал (король Вессексу)
Кенвал (англ. Cenwalh, помер у 674) — VIII король Вессекса в 643—645 і 648—674 роках, син Кінегільса.

## Біографія
На відміну від батька, Кенвал спочатку був язичником. Ставши королем, він прогнав свою жінку та одружився вдруге. У 645 році Пенда мерсійський, брат покинутої дружини, пішов війною на Вессекс і захопив його. Король відправився у вигнання до Анни, що була королевою східних англів. Де ближче познайомився з християнським віровченням і невдовзі охрестився. Повернувшись на Уессекський престол, він дозволив проповідувати франку Агільберту. Однак незабаром королю набрид цей проповідник, який говорив чужою мовою, і він запросив сакса Віні, розділивши Вессекс на дві єпархії. Він заснував єпархію в Вінчестері, де був побудований собор святого Петра. Ображений Агільберт поїхав до Галії, а незабаром король вигнав і Віні. Колишній проповідник купив у Вульфхера кафедру в Лондоні. Після цього король став просити Агільберта повернутися назад, але той погодився лише надіслати свого племінника Леутера, який залишався єпископом західних саксів до самої смерті.
Відновившись на престолі, король розгорнув наступ на захід, де ще існувало кельтське королівство Думнонія. У 658 році він розбив бритів в так званій битві при Пеоннумі (імовірно в районі сучасного селища Пенселвуд, недалеко від Вінкантона). Ця перемога відкрила йому шлях до подальшого завоювання Сомерсета, Глостершира і Дорсета.
У 661 році знову проявила активність сусідня Мерсія. Король Вульфхер розорив Ескесдун (сучасний Ешдаун) і дійшов до самого півдня Вессекса, захопивши острів Уайт, який віддав своєму похреснику Етельвалху.
Слід також зазначити, що після повернення зі східноанглійського вигнання, король став іменуватися в документах як «король західних саксів», в той час, як раніше він та його попередники називалися «королями гевісеїв».